# PZL-104

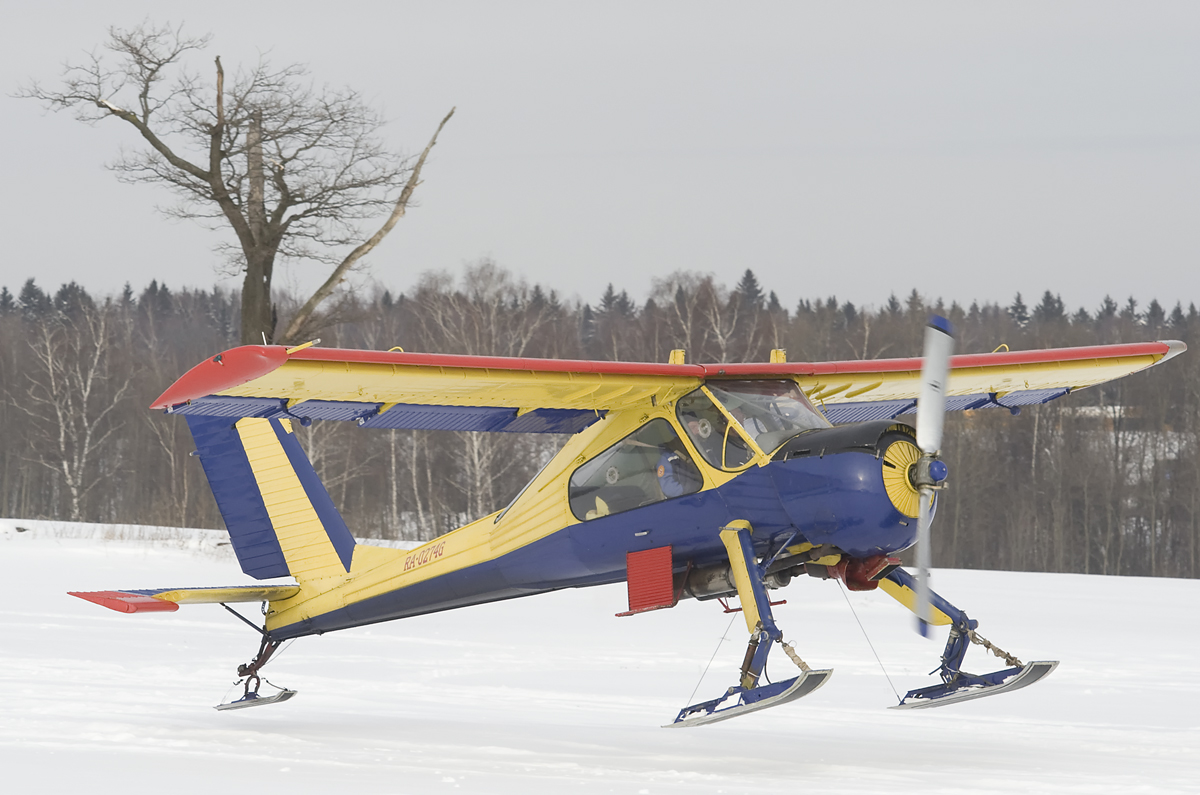
PZL-104 Wilga 35A mit Schneekufen bei der Landung

Die PZL-104 Wilga (Pirol) ist ein einmotoriges polnisches Mehrzweckflugzeug der Państwowe Zakłady Lotnicze (Staatliche Luftfahrt-Werke) mit STOL-Fähigkeit. Genutzt wird sie unter anderem als Agrar-, Sanitäts-, Reise-, Schlepp- und Schulflugzeug.

## Geschichte
Vorgängermodell war die PZL-101 Gawron (Saatkrähe), die wiederum auf der in Polen in Lizenz produzierten Jak-12M basierte. Die Entwicklung wurde von Bronisław Żurakowski durchgeführt, der Erstflug des Prototyps Wilga 1 erfolgte am 24. April 1962.
Die ersten Serienmodelle waren noch mit 6-Zylinder-Boxermotoren ausgestattet und wurden unter der Bezeichnung Wilga 2 produziert. Es folgte die mit Sternmotor ausgerüstete Wilga 3, die am 2. Dezember 1965 erstmals flog.
1967 wurde das Modell noch einmal überarbeitet und mit einem 9-Zylinder-Sternmotor AI-14R von Iwtschenko Progress ausgerüstet. Dieser als Wilga 35 bezeichnete Typ erschien in den größten Stückzahlen und flog erstmals am 28. Juli 1967. Bis 2008 wurden 997 Wilgas hergestellt und in 18 Länder exportiert. Indonesien produzierte das Flugzeug als „Gelatik“ (Reisfink) in Lizenz.

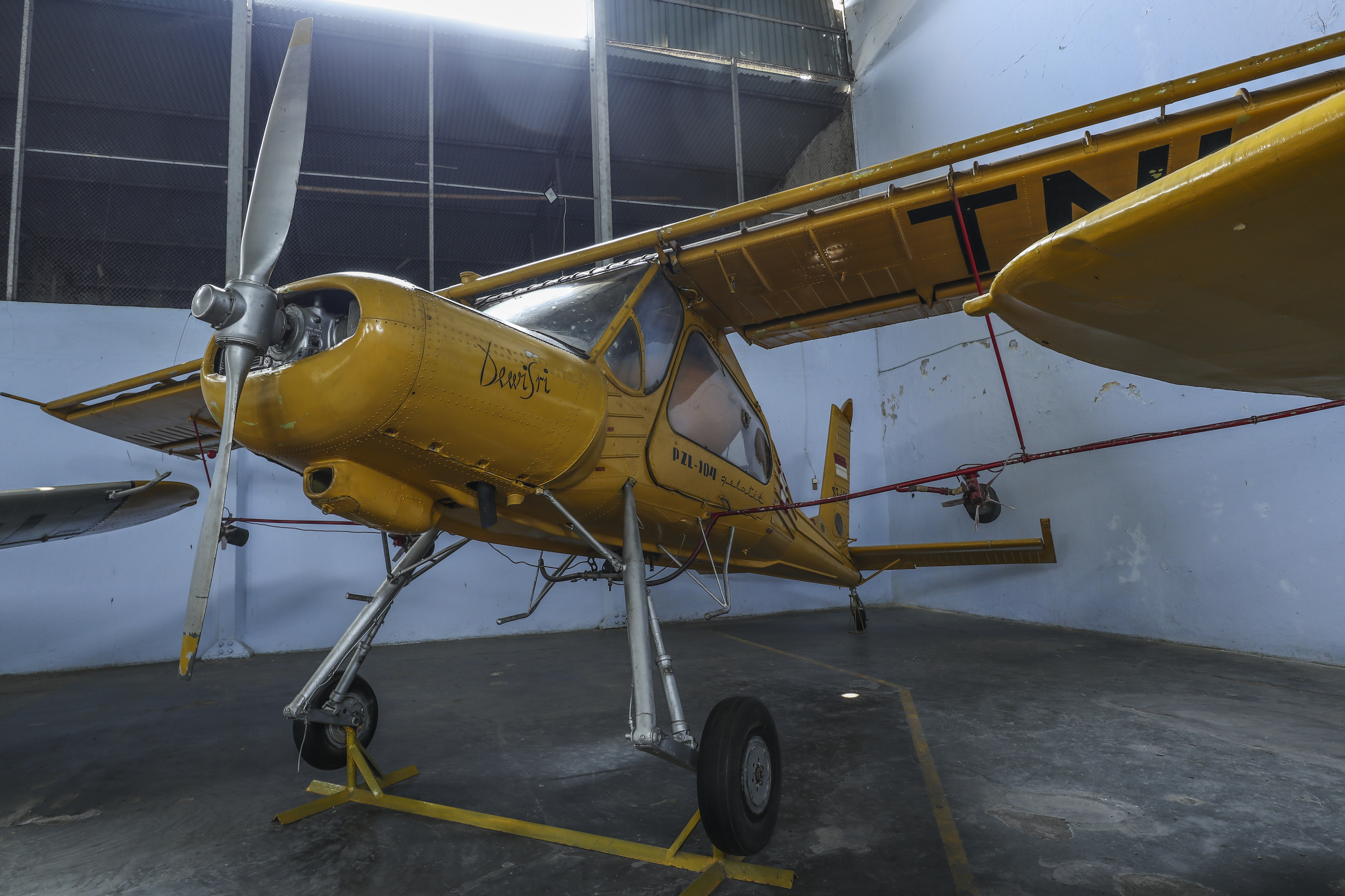
Indonesische Lizenz „Gelatik 32“ der Exportversion Wilga 32

In der DDR wurden 81 Exemplare der Version Wilga 35A ab 1971 hauptsächlich von der Gesellschaft für Sport und Technik zum Absetzen von Fallschirmspringern, als Schleppflugzeug für Segelflugzeuge und bei Präzisionsflug-Meisterschaften eingesetzt. Zwei Wilgas flogen 1981 kurzzeitig bei der Volkspolizei, fünf wurden vom Betrieb Agrarflug der Interflug eingesetzt. Als Einzelflugzeug war die Wilga übermotorisiert, als Schleppflugzeug für bis zu zwei Segelflugzeuge besaß sie aber hervorragende Sicherheitsreserven bei der Motorleistung. Mit der Wilga können auch vereinzelt drei einsitzige Segelflugzeuge (Troika-Schlepp) bei Veranstaltungen geschleppt werden. Dabei erreicht sie allerdings die Belastungsgrenze. Von seinen Piloten wurde das Flugzeug gerne als aerodynamischer Streuselkuchen bezeichnet, der alle dahingehenden Unzulänglichkeiten mit schierer Motorleistung kompensierte.

## Beschreibung
Das Flugzeug ist ein freitragender Schulterdecker in Ganzmetall-Halbschalenbauweise mit Blechbeplankung. Die nicht abgestrebte Tragfläche besitzt einen Holm, Vorflügel und Spaltklappen. Als Tragflächenprofil wird innen und außen durchgängig ein NACA 2415 verwendet. Das starre Spornradfahrwerk ist ölpneumatisch gefedert und kann mit Schneekufen ausgerüstet werden. Die Verbindung von gutem Leistungsgewicht, Verstellpropeller und aerodynamischen Auftriebshilfen ermöglicht den Einsatz auf sehr kurzen Start- und Landefeldern.

## Versionen

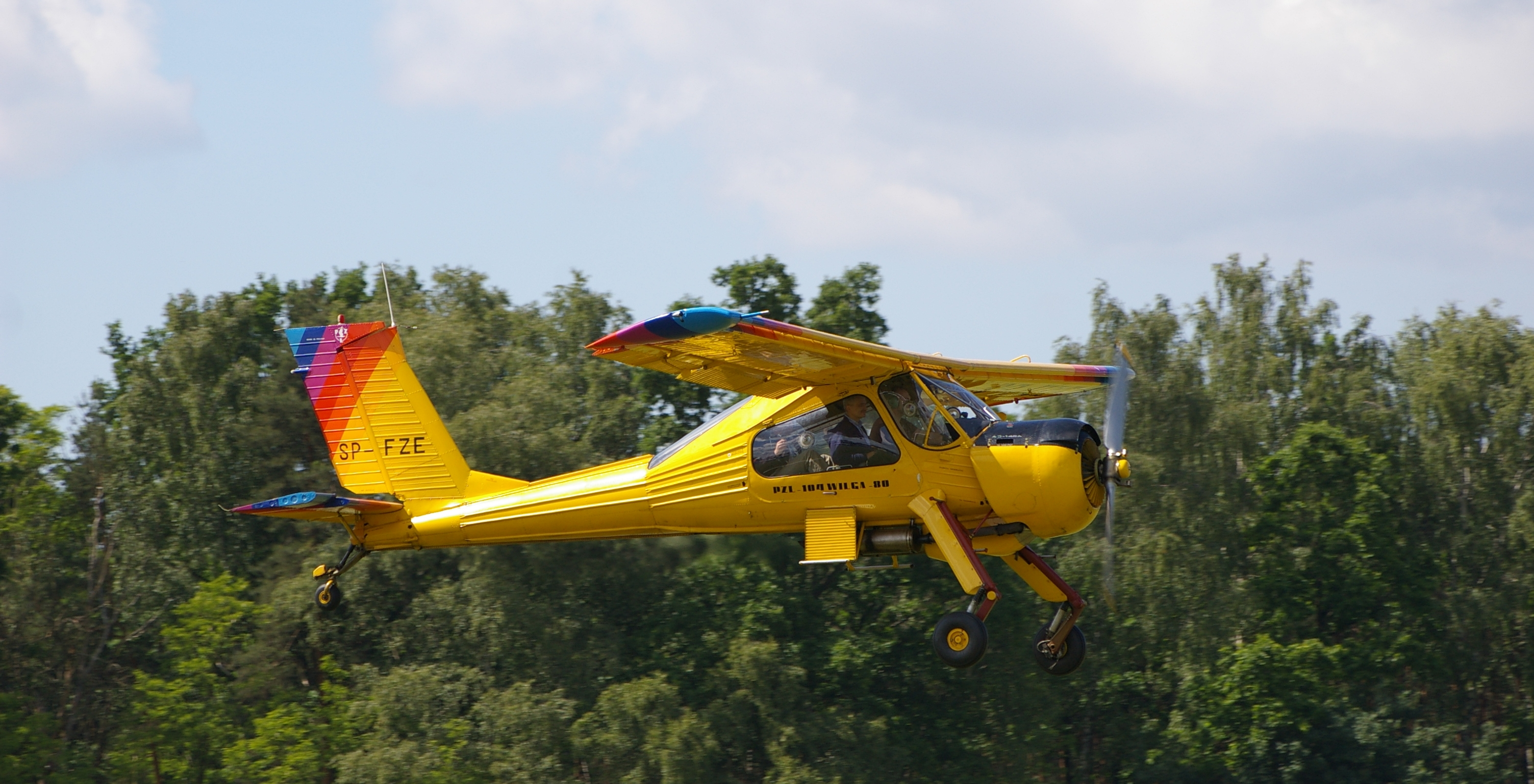
Wilga 80

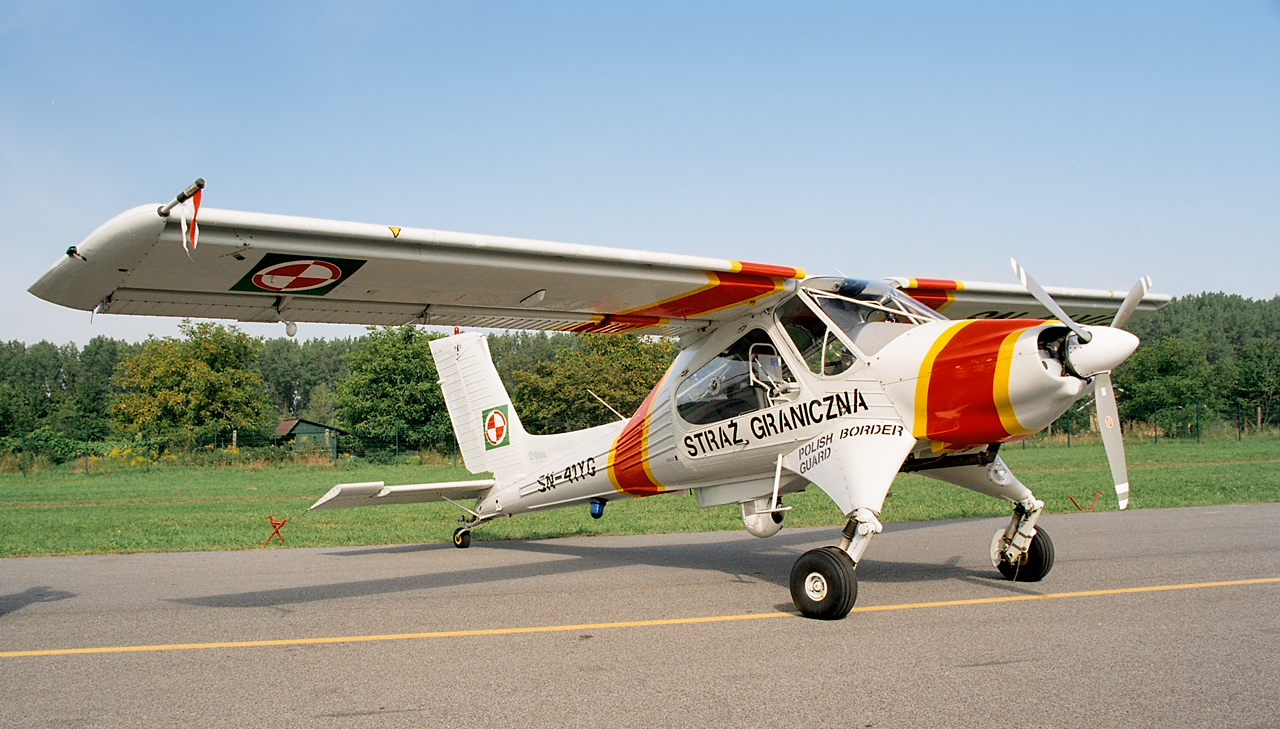
PZL-104M „Wilga 2000“ des polnischen Grenzschutzes, 2005

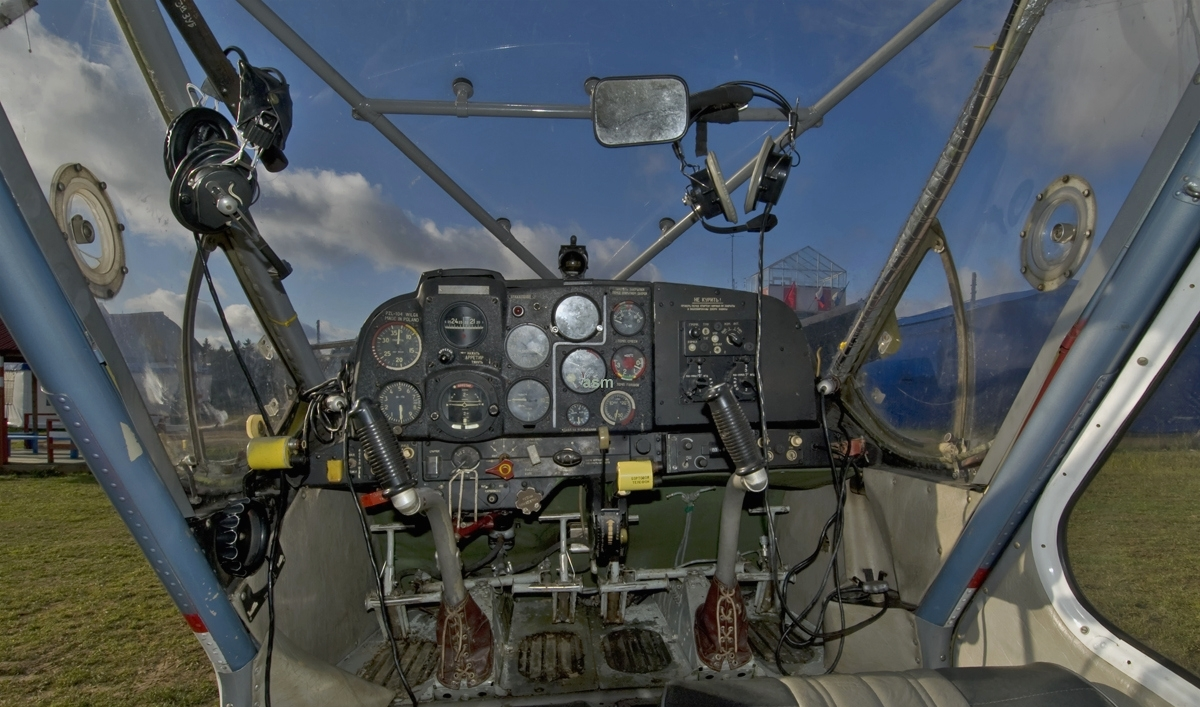
Cockpit einer PZL-104 Wilga

- Wilga 1: Prototyp, Erstflug am 24. April 1962
- Wilga 2: frühe Ausführung mit einem 6-Zylinder-Motor vom Typ Narkiewicz WN-6RB-2 (143 kW/185 PS) und Zweiblatt-Holzluftschraube (Durchmesser 2,65 m). Erstflug am 5. April 1963. Verwendung als Reiseflugzeug für drei Passagiere, Absetzflugzeug mit ausgehängter Seitentür für zwei Fallschirmspringer, Schleppflugzeug für Segelflugzeuge mit Seiltrommel und 10-60-m-Schleppkabel im hinteren Rumpf, Sanitätsflugzeug mit zusätzlicher Kabinenheizung, einer Trage, Drehsessel für medizinisches Personal und Ausrüstung (Sauerstoff- und Bluttransfusionsgerät, Chirurgenkoffer, Apothekenschrank), Agrarversion mit 500-l-Behälter für pulverförmige und flüssige Chemikalien sowie Dosier- und Verteileinrichtung, Luftbildflugzeug, für die Pilotenschulung und geologische Erkundung.[3]
- Wilga 3: Weiterentwicklung aus dem Jahre 1965 mit Zweiblatt-Holzluftschraube. Ausführungen:
  - Wilga 3A: Sportflugzeug mit Doppelsteuer und Schleppvorrichtung für Segelflugzeuge[4]
  - Wilga 3P: Reise- und Verbindungsflugzeug mit bequemerer Kabinenausstattung, Nachtflugausrüstung und 2,4-m³-Frachtraum für bis zu 300 kg[4]
  - Wilga 3R: Agrarausführung mit Zerstäub-, Spritz- oder Sprühausstattung und einem Behälter aus Kunststoff für 500 l Flüssig- oder 270 kg Pulverchemikalien. Die Arbeitsgeschwindigkeit lag bei 110–130 km/h in 2–10 m Arbeitshöhe[4]
  - Wilga 3S: Sanitätsausführung mit kombiniertem Rad-/Kufenfahrwerk. Ausgestattet mit einer Trage und zwei Sitzplätzen für einen für Arzt und eine leichtverletzte Person,[4] Sauerstoffgerät, Bluttransfusionsmaschine und medizinischen Instrumenten
  - Wilga 32: (auch: Wilga C)[4] Exportausführung der Wilga 3 mit einem Continental-O-470K-Triebwerk, Zweiblatt-Verstellpropeller McCauley und gekürztem Hauptfahrwerk. In Indonesien wurde das Modell auch als „Gelatik 32“ in Lizenz gebaut. Erstflug am 12. September 1967.
- Wilga 35: Weiterentwicklung aus dem Jahre 1967
  - Wilga 35A: Sportflugzeug für Fliegerklubs
  - Wilga 35H: Schwimmerversion (1979)
  - Wilga 35P: Reise- und Verbindungsflugzeug
  - Wilga 35R: Agrarausführung mit außen angebrachten Chemikalienbehältern an den Seiten
  - Wilga 35S: Ambulanzflugzeug mit medizinischer Ausrüstung und zwei Tragen
- Wilga 80: Weiterentwicklung aus dem Jahre 1979
  - Wilga 80H: Schwimmerversion
- Wilga 2000: Weiterentwicklung aus dem Jahre 1998, Lycoming-Motor
  - PZL-104M Wilga 2000
  - PZL-104MW Wilga 2000 Schwimmerversion
  - PZL-104MA Wilga 2000

## Technische Daten

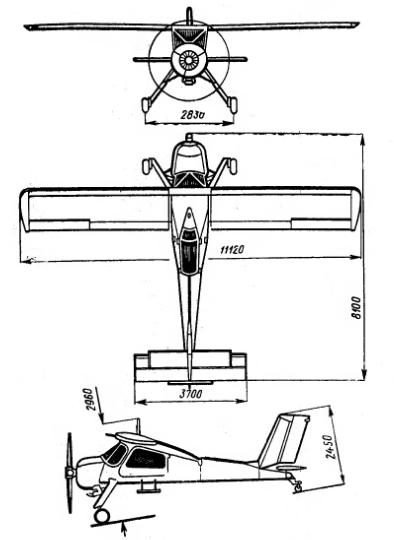
Dreiseitenriss der Wilga 35

| Kenngröße                     | Wilga 2             | Wilga 3           | Wilga 32            | Wilga 35          | PZL-104MA                    |
| ----------------------------- | ------------------- | ----------------- | ------------------- | ----------------- | ---------------------------- |
| Besatzung / Passagiere        | 1 / 3               | 1 / 3             | 1 / 3               | 1 / 3             | 1 / 3                        |
| Spannweite                    | 11,12 m             | 11,12 m           | 11,12 m             | 11,12 m           | 11,28 m                      |
| Länge                         | 8,30 m              | 8,00 m            | 8,20 m              | 8,10 m            | 8,62 m                       |
| Höhe                          | 2,70 m              | 2,80 m            | 2,50 m              | 2,96 m            | 2,58 m                       |
| Flügelfläche                  | 15,50 m²            | 15,50 m²          | 15,50 m²            | 15,50 m²          | 15,50 m²                     |
| Flügelstreckung               | 8,0                 | 8,0               | 8,0                 | 8,0               | k. A.                        |
| Profil                        | NACA 2415           | NACA 2415         | NACA 2415           | NACA 2415         | k. A.                        |
| Spurbreite (Hauptfahrwerk)    | 2,50 m              | 2,50 m            | 2,50 m              | 2,85 m            | k. A.                        |
| Rüstmasse                     | 670 kg              | 700 kg            | 740 kg              | 825 kg            | 968 kg                       |
| Zuladung                      | 480 kg              | 450 kg            | 490 kg              | 405 kg            | k. A.                        |
| Startmasse                    | 1150 kg             | 1150 kg           | 1230 kg             | 1230 kg           | 1400 kg                      |
| Flächenbelastung              | 74,00 kg/m²         | 74,00 kg/m²       | 79,3 kg/m²          | 79,4 kg/m²        | k. A.                        |
| Leistungsbelastung            | 6,3 kg/PS           | 4,42 kg/PS        | 5,3 kg/PS           | 4,72 kg/PS        | k. A.                        |
| Antrieb                       | Narkiewicz WN-6RB-2 | Iwtschenko AI-14R | Continental O-470-R | Iwtschenko AI-14R | Textron Lycoming I0-540-K1B5 |
| Leistung                      | 143 kW (194 PS)     | 190 kW (258 PS)   | 170 kW (231 PS)     | 190 kW (258 PS)   | 220 kW (299 PS)              |
| Tankvolumen                   | k. A.               | 195 l             | 196 l               | 196 l             | k. A.                        |
| Höchstgeschwindigkeit         | 200 km/h            | 210 km/h          | 205 km/h            | 210 km/h          | 243 km/h                     |
| Reisegeschwindigkeit          | 170 km/h            | 195 km/h          | 180 km/h            | 190 km/h          | 210 km/h                     |
| Mindestgeschwindigkeit        | 75 km/h             | 50 km/h           | 53 km/h             | 92 km/h           | k. A.                        |
| Start-/ Landerollstrecke      | 110 m 100 m         | 90 m 100 m        | 120 m 100 m         | 125 m 210 m       | 206 m ?                      |
| Start-/Landestrecke über 15 m | 190 m / 170 m       | 160 / 240 m       | 190 m / 238 m       | k. A.             | k. A.                        |
| Steigleistung                 | 5,0 m/s             | 8,5 m/s           | 4,5 m/s             | 6,3 m/s           | 4,7 m/s                      |
| Gipfelhöhe                    | 4000 m              | 6700 m            | 4850 m              | 4500 m            | 3500 m                       |
| Reichweite                    | 700 km              | 700 km            | 700 km              | 680 km            | 1240 km                      |